# كوبا ليبرتادوريس 1965
كأس ليبرتادوريس 1965 هو موسم من كأس ليبرتادوريس. أقيم خلال الفترة 31 يناير 1965 وحتى 15 أبريل 1965، وشارك فيه  10 فريقاً، وفاز فيه إنديبندينتي.

## النهائي
أقيم النهائي بين فريق إندبندينتي الأرجنتيني وفريق بينارول الأوروغواياني في 6 و 12 أبريل 1965. بعد فوز كلا الفريقين بمباراة واحدة، أقيمت مباراة فاصلة في 15 أبريل، وفاز بها إنديبندينتي بنتيجة 4-1 في ملعب ناسيونال في عاصمة تشيلي سانتياغو. ليحقق النادي لقبه الثاني في البطولة.

## قائمة الهدافين
| المركز | لاعب                 | فريق    | أهداف |
| ------ | -------------------- | ------- | ----- |
| 1      | بيليه                | سانتوس  | 8     |
| 2      | Pedro Rocha          | بنيارول | 4     |
| 2      | José Francisco Sasía | بنيارول | 4     |
| 2      | Héctor Jesús Silva   | بنيارول | 4     |
| 2      | بيبي                 | سانتوس  | 4     |